# Cachoeiras de Orinduque
As cachoeiras de Orinduque são uma série de quedas-d'água localizadas no rio Maú, fronteira entre o Brasil, dentro do território da questão do pirara,e a Guiana Essequiba, cujo relevo bastante acidentado forma seu curso em terraços de jaspe. O Maú deságua no rio Tacutu, que mais adiante forma o rio Branco, que banha a capital de Roraima, Boa Vista, e é um dos afluentes da bacia amazônica. A aldeia Orinduque (da etnia Macuxi), da Terra Indígena Raposa Serra do Sol, fica próxima às cachoeiras.
Em dialeto patamona, da língua kapong, orin (ou uren) diz respeito a um tipo de planta aquática encontrada entre as rochas do rio Maú, que é colhida, seca e mascada como o tabaco pelos indígenas da região, enquanto duik quer dizer cachoeira. Portanto, Orinduque significa «cachoeira dos orins».
Na publicação Anais do Serviço Gráfico do Instituto Brasileiro de Geografia e Estatística, de 1942, há a seguinte citação sobre essas quedas-d'água:
As cachoeiras de Urenduíque e Curutaíque, situadas a primeira um pouco acima da embocadura do igarapé Virimatu e a segunda a pouco mais de um quilômetro da foz do [igarapé] Timão, são os dois últimos termos de uma grande série [de quedas-d'água] existente ao longo do mencionado trecho do rio.
Tais cachoeiras se situam entre morros cobertos de savana na serra de Pacaraima e são uma conhecida atração turística, já que são propícias à recreação e ao nado.